# País d'Òrta
El País d'Òrta, (en occità:  País d'Òrta, en francès: Pays d'Orthe) és un parçan o comarca d'Occitània situat a la Gascunya. La seva vil·la principal és Pèirahorada. El País d'Òrta es correspon amb les terres de l'antiga jurisdicció feudal gascona del Vescomtat d'Orte, abraçant tretze parròquies al sud de Dacs: Orte (Òrtavièla), Igaas (Pèirahorada), Lanas, Sant Esteve d'Orte, Belús, Orist, Sent Lon, Pey, Sièst, Canhòta, Cazorditte, Caunelha i Uèiregave (les dues darreres foren baronies vinculades a la casa vescomtal).
Segons la proposta de divisió territorial d'Occitània del diari Jornalet, basada en l'obra de Frederic Zégierman Le Guide des pays de France, el País d'Òrta estaria ubicat a la regió de la Gascunya, subregió de Landes i Labrit.
Oficialment, les comunes del País d'Òrta s'agrupen al Cantó de Pèira Horada, el qual està adscrit administrativament al  departament francès de les Landes (sud-oest), a la regió administrativa de Nova Aquitània.
Geogràficament, es considera que el País d'Òrta és un dels sis parçans gascons que formen part de la regió natural de les Landes de l'Ador.